# Dualité dans l'Égypte antique
Pour les articles homonymes, voir Dualité.
La dualité était un des concepts égyptiens ; pour les égyptiens de l'antiquité, tout ou presque allait par paire soit complémentaire, soit antithétique :
| N16 · N16 |

| N16 · N16 |

| M26 | M16 |

| M26 | M16 |

| N10 · X1 | B1 | B1 |

| N10 · X1 | B1 | B1 |

| G39 · X1 · Z4 | L2 · X1 · Z4 |

| G39 · X1 · Z4 | L2 · X1 · Z4 |

| G5 · V30 | E20 · V30 |

| G5 · V30 | E20 · V30 |

| G16 |

| G16 |

| M23 · t | L2 · t |

| M23 · t | L2 · t |

| S6 | \| \| | S2 | S4 |
|    |       |    |    |

|  |

| S6 | \| \| | S2 | S4 |
|    |       |    |    |

|  |

|  |

|  |

|  |

|  |

|  |

|  |

|  |

|  |

|  |

|  |

|  |

|  |

|  |

|  |

|  |

|  |

| D21 · G43 | X1 · Z4 · O32 |

| D21 · G43 | X1 · Z4 · O32 |

| M20 · X1 · N23 | R4 · X1 · Q3 | N35 | D4 · Q1 | A40 |

| M20 · X1 · N23 | R4 · X1 · Q3 | N35 | D4 · Q1 | A40 |

|  |

|  |

|  |

|  |

|  |

|  |

|  |

|  |

## Égyptien hiéroglyphique
| \        | Singulier   | Duel            | Pluriel        |
| -------- | ----------- | --------------- | -------------- |
| Masculin | un bras ˁ   | deux bras ˁ.wy  | des bras ˁ.w   |
| Féminin  | un œil jr.t | deux yeux jr.ty | des yeux jr.wt |

La dualité occupait une place si importante dans la pensée égyptienne, qu'il existait un nombre grammatical particulier pour la représenter : le « duel » (qui s'ajoute au singulier et au pluriel). Ce nombre, ayant des caractéristiques distinctes du pluriel, est utilisé pour tous les mots ou notions allant par paires : les bras, les yeux, les obélisques, etc. Le duel est signifié par l'ajout d'un suffixe particulier au nom : .wy au masculin et .ty au féminin (l'accord de l'adjectif est, lui, généralement omis). À noter que la dualité peut également être marqué par le doublement du hiéroglyphe déterminatif (forme généralement qualifié d'« archaïque »).
Le triel n'est pas attesté en égyptien et un triplement du hiéroglyphe déterminatif représente le pluriel.

## Dieux
Pratiquement toutes les divinités étaient associées par paires et fréquemment de même racine nominale (comme dans l’Ogdoade d'Hermopolis : Amon et Amonet, Heh et Hehet, Kekou et Kekout, Noun et Nounet).